# 유일한
유일한(柳一韓, 1895년 1월 15일~1971년 3월 11일)은 일제강점기와 대한민국의 기업인이자 독립운동가로 자는 천여(天汝), 본관은 진주이다. 한국사람들의 보건을 해결하기 위해 유한양행을 설립하여, 정직한 기업 활동을 했다. "자신의 전 재산을 교육하는 데에다가 기증하라."고 유언으로 남겼으며 유한공업전문대학을 설립하였다. 가족으로는 배우자 호미리, 딸 유재라, 아들 유일선과 손녀 유은영(유일링)이 있다. 현재 유한공업고등학교와 경기도 부천시 괴안동 사이에 유일한로라는 이름이 붙여진 자동차 도로가 있다.

## 학력
- 헤이스팅스 고등학교 졸업
- 미시간 대학교 경영학 학사
- 서던캘리포니아 대학교 MBA
- 스탠포드 로스쿨 J.D.

## 생애

### 유년기 시절
유일한은 조선 평안도 평양부에서 재봉틀을 파는 일로 자수성가한 상인 유기연(柳基淵)과 김기복(金基福)사이의 6남 3녀 중 장남으로 태어났다. 독실한 개신교 신자인 아버지 유기연은 미국 감리교에서 조선인 유학생을 선발한다는 말을 듣고 1904년, 당시 9살에 불과한 큰 아들을 미국으로 유학을 보낸다. 큰 돈이 들 수도 있는 유학을 보낸 이유는 자신의 자식들이 식견을 넓혀서 민족을 위해 일하기를 바랐기 때문으로 유기연은 자식들을 러시아, 일본, 중국에 유학을 보내서 공부하게 하였다. 배에서 아버지가 환전해준 미국돈을 잃어버린 유일한은 인솔자이자 독립운동가인 박용만의 배려로 미국 네브래스카주에서 살던 독신자매인 태프트 자매에게 입양되었다. 침례교회 신자들인 태프트 자매는 아침에 일찍 일어나 성서 읽기와 기도를 한 뒤, 밭에서 하루종일 일하는 성실하고 검소한 삶을 통해 기독교의 노동윤리를 실천했으며, 어린 유일한에게 영어를 가르쳐서 미국 사회에 적응하도록 배려했다. 초등학교에 입학한 일한은 중서부 특유의 인종차별로 서러움을 겪기도 하지만, 당당하게 자신의 생각을 말하는 강한 성격으로 극복했다. 독립운동가 박용만이 독립군을 기르기 위해 만든 헤이스팅스 소년병 학교에 1909년 입학한 그는 낮에는 농장에서 일하고 밤에는 공부했으며, 방학 때는 신문배달을 하면서 자신의 힘으로 살았다. 나중에 어른이 되었을 때는 재미교포들의 항일집회에 참여하여 연설을 하기도 했는데, 항일 경력 때문에 고향에 사업차 잠시 입국했을 때 일본경찰에게 연행당하는 고초를 겪기도 한다.

### 대학교 생활
미시간 대학교에 입학한 유일한은 뛰어난 운동실력을 발휘, 장학금을 받으며 미식축구 선수로 활약한다. 이를 안 아버지는 "내가 공부하라고 미국에 보냈지, 운동부에서 활동하라고 보낸줄 아느냐."면서 꾸짖었지만, 유일한은 "미국 대학교에서는 운동을 못하면 공부를 못합니다. 장학금을 받으면서 공부하기 위해서 운동부에서 활동하는 것입니다."라고 답장을 보내 아버지를 안심시켰다. 1919년 3.1운동 직후, 이승만이 소집한 제1차 한인의회에 참여하였다
3·1 운동 소식을 접한 이승만은 만세 운동에 호응하기 위해 4월 초에 공지하여 4월 13일, 필라델피아에서 제1차 한인연합회의(The First Korean Congress)를 소집하였다. 유일한도 4월 13일부터 4월 15일까지 3일간 필라델피아에서 개최된 이 회의에 참석하였다.
1922년에 미시간 주립 대학교 대학원에서 수학하였고, 1929년에 스탠퍼드대학교 대학원에서 국제법을 공부하였다.
우리교육에서 출판한 유일한 전기에 따르면, 청년시절에 유일한은 중국계 미국인들에게 부채, 찻잔같은 중국의 전통제품들을 파는 일을 했다. 중국사람들은 부지런하고 검소하지만, 고향을 그리워하여 전통제품은 산다는 사실을 관찰하여 장사를 한 셈이다.

### 식품사업가 시절
자신의 힘으로 대학교를 졸업한 그는 고등학교 졸업후 발전기회사에서 일한 경험을 살려, 제너럴 일렉트릭사에 취직한다. 직장생활을 하면서 돈을 모은 그는 1922년 숙주나물 통조림을 제조하는 라초이 식품회사(주)를 설립하였다. 새내기 사업가를 눈여겨보는 사람이 없자, 유일한은 일부러 교통사고를 내서 숙주나물 통조림을 기자들이 소개하도록 하여 미국인 특히 숙주나물을 조리하여 먹는 중국계 미국인들의 관심을 모았다. 덕분에 사업은 번창했고, 중국계 미국인 여성이자 소아과 의사인 호미리와 중매결혼했다. 1925년에는 서재필과 New Il-han & Co.를 설립하기도 했는데, 후에 서재필은 유일한이 귀국할 때 유한양행의 버드나무 CI를 제작하여 선물할 정도로 유일한을 아꼈다.

### 유한양행
1926년에 귀국하여 종로2가에 유한양행을 설립했다. 그가 사업을 시작한 이유는 라초이 회사 경영때 필요한 녹두를 구입하기 위해 중국에 갔다가 북간도에 거주하던 부모와 동생들을 만난 일 때문이었다. 부모는 큰 아들이 보내준 100달러로 땅을 사서 생계를 유지할 수 있었지만, 대다수의 조선사람들은 그렇지 못해서 병이나 민중작가 최서해의 소설 《탈출기》에서 묘사된 것처럼 굶주림으로 죽는 경우가 많았다. 그래서 유일한은 한민족의 건강유지에 필요한 결핵약, 이전에는 미국에서 약품을 수입하여 팔던 유한양행이 1933년에 처음 개발하여 판매한 제품인 진통소염제 안티푸라민, 혈청 등을 판매했으며 부인 호미리 여사도 중일전쟁으로 조선의 의약품 부족이 극에 달하자, 소아과 병원을 개업하여 저렴한 가격에 환자들을 치료하였다. 유일한은 유한양행을 경영할 때 항상 윤리경영을 실천하였다. 그 이유는 라초이사 경영을 하던 시절, 거래하던 녹두회사 사장이 탈세를 통해 사리사욕을 채우는 모습에 실망해서였다. 그래서 그는 탈세하지 않았으며, 모르핀을 팔면 돈을 벌 수 있다는 간부사원의 유혹을 '당장 회사에서 나가시오'라는 꾸짖음으로 물리친 일화가 있다. 1936년 유한양행은 한국최초로 종업원 지주제 즉 주주자본주의를 실시하였다.
이후 회사의 운영을 동생에게 맡기고 미국으로 잠시 유학을 떠났다가 태평양 전쟁으로 인해 미국에 체류하던 중 유한양행의 사업 조직망 전체를 독립운동의 지하조직에 활용하려는 계획을 세웠으며, 해방 후 1946년 7월에 귀국하여 유한양행을 재정비하고, 대한상공회의소 초대회장으로 활동하였다. 1952년에는 고려공과기술학교, 1964년에는 유한공업고등학교를 설립하였다. 1969년 경영에서 은퇴하며 전문경영인에게 유한양행의 경영권을 인계하였고, 1971년에 타계했을 때 유언을 통해 사회 환원을 선언했다고 한다

### 재산의 사회환원
독실한 침례교 신자인 유일한은 자신의 재산에 대해 자신의 소유가 아닌, 예수님이 맡기신 것이라고 믿었다. 그래서 1970년 유한재단을 설립하여 유한공업고등학교와 유한공업전문대학을 운영하였다. 유한공업전문대학은 현재 유한대학교로 운영되고 있다. 1971년 별세하기 전, 아들 유일선 변호사의 딸의 학자금으로 쓰일 1만불을 제외한 전 재산을 교육사업에 기부한다는 유서를 남겼다. 유일한이 살던 집은 겉은 붉은 벽돌로, 내부는 목재로 지어졌으며, 현재 건물 소유주인 성공회대학교에서 신학연구소 사무실로 쓰고 있다. 또한 그의 사회기여로 세워진 유한공업고등학교는 성공회대학교를 마주하고 있다.

### 유일한 전기
계몽사와 우리교육에서 유일한 전기를 출판하였다.
1919년 4월 14일, 이승만의 주도로 필라델피아에서 열린 한인자유대회(The First Korean Congress)에서 유일한 등이 제출한 결의안은 훗날 대한민국 건국의 지침이 되었다.
유일한(당시 24세, 유한양행 창업자)
(위원회는 유일한, Henry Kim, Miss Joan Woo의 세사람으로 4월 14일 1919년 오전회의에서 구성되었고 오후회의에서 유일한이 낭독하였다.)
의장님과 초대 한인 독립연맹의 대표자회의의 회원여러분들은 서구세계에서의 미국의 이념을 인지하고 이곳 미국과 다른 곳의 한인들이 그 목적을 결정화하고 포부를 정의하는 것이 필요하다는 것을 깨달아서 다음의 결의안을 작성하여서 여러분의 승인을 위하여 제출합니다. 지금 결의안을 읽으며 읽은대로 채택할 것을 권고 드립니다.
한인들의 목적들과 포부들(한국건국의 10원칙; people은 인민으로 번역)
(1) 우리는 권력을 지배받는 자들로부터 얻는 정부를 믿으며 그래서 정부는 지배하는 인민의 이익을 위하여 행동하여 합니다
(2) 우리는 미국정부를 모범으로 하여서 가능한 한 대중의 교육과 부합하는 정부를 가질 것을 제안합니다. 다음 10년동안은 정부의 좀더 중앙집중적인 권력을 갖는 것이 필요할 것입니다; 그러나 인민의 교육이 향상되고, 자치의 기법의 경험이 많아지면 인민은 정부의 업무에 좀더 보편적으로 참여하는 것이 허용될 것입니다.
(3) 그러나, 우리는 지역과 지방입법자를 선출하는 보편적 참정권을 줄 것을 제안하고 지방입법자들이 국가 입법부에 보내는 대표를 선출할 것입니다. 국가입법자들은 정부의 행정부와 조화하는 권력을 가질 것이며 국가의 법을 만드는 유일한 권력을 가질 것이며 그들이 대표하는 인민들에게만 유일하게 책임을 질 것입니다.
(4) 행정부는 대통령과 부통령, 내각관료들로 구성되며 국가 입법부에서 만드는 모든 법들을 집행합니다. 대통령은 국가 입법자들에 의해서 선출될 것이고 대통령은 내각 장관들, 지방 지사들, 외국에 보내는 대사를 포함하여 정부의 주요한 행정관료들을 지명하는 권력을 가집니다. 그는 외국과 조약을 맺을 권력을 가지며 조약은 국가 입법부의 상원의 승인대상입니다. 대통령과 그 내각은 국가 입법자에 책임을 집니다.
(5) 우리는 종교의 자유를 믿습니다. 어떤 종교나 교리도 그 가르침이 국가의 법률이나 이익과 저촉하지 않는다면 나라안에서 자유롭게 가르치고 설교할 것입니다.
(6) 우리는 전세계 모든 국가와 자유 통상을 믿으며 조약국가의 시민과 신민들에게 그들과 한국 인민들사이에 통상과 산업을 증진하는 동등한 기회와 보호를 제공할 것입니다.
(7) 우리는 인민의 교육을 믿으며 다른 어떤 정부 활동보다 더 중요할 것입니다.
(8) 우리는 과학적 성찰에 의한 현대 위생의 개선을 믿으며 인민의 건강이 지배하는 사람들의 일차적 고려의 하나가 될 것입니다.
(9) 우리는 자유언론과 자유출판을 믿습니다. 사실 우리는 전체인민의 삶의 조건들이 무한한 발전에 적합한 민주주의, 평등한 기회, 건전한 경제정책, 세계국가들과의 자유로운 교류들과 완전하게 동의합니다.
(10) 우리는 그 행동이나 발언이 다른 인민의 권리를 저해하거나 국가의 법이나 이익을 저촉하지 않는다면 모든 행동의 자유를 믿습니다.
생명이 우리안에 남아있는 한 이들 중요한 점들을 우리 능력의 최선을 다하여 수행할 것을 우리 모두 엄숙한 말로써 맹세합시다.

### 냅코작전 참전
유일한은 재미한인으로서 냅코작전에 참전해서 암호명은 A다.

## 연보
- 1895년 - 1월 15일, 아버지 유기연과 어머니 김기복 사이에 6남 3녀 중 장남으로 평양에서 태어남.
- 1904년 - 초등학교 입학, 대한제국 수화공사 박장현을 따라 미국 유학길에 오름.
- 1919년 - 필라델피아 한인자유대회에서 독립운동결의문 기초작성위원 선임. 대회장에서 직접 낭독. 이곳에서 이승만, 서재필과 만나 활동. 미시건 대학 상과 졸업.
- 1922년 - 미시건 대학 동창 친구 스미스와 동업으로 숙주나물 통조림을 생산하는 '라초이식품회사'(La Choy Food Product Inc.)설립.
- 1925년 - 호미리(胡美利) 여사와 결혼. 숙주나물 원료인 녹두 구매차 중국 상하이를 거쳐, 고국을 떠난 지 21년만에 북간도에서 가족들과 상봉.
- 1926년 - 세브란스 의전 에비슨 학장으로부터 연희전문학교 교수로, 부인 호미리 여사는 세브란스 의전 소아과장으로 초청받음. 라초이식품 등 미국재산 정리. 귀국. 12월 10일 유한양행 창립하고 초대사장으로 취임.
- 1941년 - 미국 하와이에서 열린 해외 한족대회 집행위원으로 활동.
- 1942년 - 미육군 전략처 OSS 한국 담당 고문으로 활약, 이때 노벨문학상 작가인 펄 S. 벅 여사와 교유. 8월 29일 미국 LA에서 재미 한국인들로 무장한 '맹호군' 창설의 주역으로 활동. 본사를 소사공장으로 이전.
- 1945년 - 국내 수복 작전인 '냅코작전'(NAPKO Project)에 1조 조장으로 활동. 충칭 대한민국 임시정부 OSS작전과 양면전을 전개하려 했으나 8월 15일 광복으로 불발. 8.15 광복을 맞아 중화민국(중국)과 만주 및 38선 이북의 모든 기반과 자산을 상실.
- 1946년 - 8월, 미국에서 8년만에 귀국. 그 해 대한상공회의소 초대회장 피선. 이승만으로부터 협력제의받았으나, 재차 거절하고 12월에 다시 도미(度美).
- 1948년 - 스탠포드 로스쿨에서 국제법 수학.
- 1962년 - 제약업계 최초로 주식을 상장(上場). 유한치약 생산 개시. 재단법인 유한학원 설립.
- 1963년 - 개인소유주식 1만 7천주를 장학기금으로 연세대와 보건 장학회에 기증.
- 1964년 - 12월, 학교법인 '유한재단'을 설립하고 서울 영등포구 항동에 '유한공업고등학교' 건립.
- 1965년 - 개인주식 5만 6천주를 희사하여 교육 및 장학사업 확대. 연세대로부터 명예법학박사 학위 받음
- 1968년 - 모범 납세자로 선정되어 동탑산업훈장 받음
- 1970년 - 3월, 미국의 킴벌리클라크(주)와 합작으로 '유한킴벌리주식회사' 설립. 그 해 국민훈장 모란장 수여받음.
- 1971년 - 3월 11일 전 재산을 사회에 환원한다는 유언을 남기고 사망. 대한민국 정부에서 국민훈장 무궁화장 추서.
- 1995년 - 독립운동 활동 이력이 밝혀져 대한민국 정부에서 건국훈장 독립장 추서.

## 저서
- When I was a boy in Korea, Lothrop, LEE & Sheperd Co., 1928년 (영문)

## 유일한을 연기한 배우들
- 이낙훈 - 《현대 입지전- 고독한 횃불 유일한》(1982년) KBS 2TV[4].
- 유준상, 민우혁, 신성록 -《뮤지컬 - 스윙데이즈_암호명A》(2024-2025)